# 玄櫶
玄 櫶（ヒョン・ホン、朝鮮語: 현헌/玄櫶、1880年8月9日 - 1939年1月27日）は、日本統治時代の朝鮮の教育者、官僚。
息子は理論家の玄永燮。

## 生涯
1905年、官立漢城日語学校（のちの官立漢城外国語学校）を卒業後、官立漢城外国語学校時代の母校で教員を務めた。その後京城高等普通学校および京城女子高等普通学校で教員を務め、 1921年、朝鮮総督府学務局視学官（教育監に該当）に任命され、学務局編修官を兼職した。1931年には江原道の参与官に選ばれ、同年朝鮮総督府中枢院の参議に任命され1936年に再任されたほか、 同民会の理事も務めた。 その後は、玄永燮と共に巡回時局講演に参加した。
2002年に民族精気を立てる国会議員の会が光復会と共同発表した親日派708人名簿と2008年発表された民族問題研究所の親日人名辞典収録予定者名簿に息子の玄永燮と共に選定された。
2007年、大韓民国の親日反民族行為真相糾明委員会が発表した親日反民族行為195人名簿にも含まれている。